# Smelttraject

Een diagram met in het blauw het horizontale deel van het smelttraject aangegeven. Het materiaal maakt hier de overgang van de donkerblauwe vast stof links naar de paarse vloeistof in het midden.

Een smelttraject is het temperatuurgebied (in tegenstelling tot smeltpunt) waarbinnen vaste stof overgaat in vloeistof (smelt).
Een smelttraject treedt op bij het opwarmen van vaste stof die uit een mengsel van meerdere stoffen bestaat,  met voor iedere component een verschillend smeltpunt. Bij warmtetoevoeging ligt het smelttraject van het betreffende mengsel tussen het smeltpunt van respectievelijk de eerste en de laatste gesmolten stof. Smelttrajecten treden onder andere op bij verwarming van vaste mengsels van metalen (legeringen) en bij verhitting van vaste  mengsels van verschillende vetten.
Stel dat binnen een vast mengsel van twee stoffen stof 1 een smeltpunt van 80 °C heeft en stof 2 een smeltpunt van 113 °C. Het smelttraject van dit mengsel loopt dan van 80 °C tot 113 °C.
Het omgekeerde van smelten is stollen.
Een ander voorbeeld van een vaste stof met een smelttraject is het amorfe glas: dankzij zijn smelttraject kan glas worden 'geblazen' voordat het glas helemaal vloeibaar wordt.
Ook veel zuivere vaste organische stoffen kennen een smelttraject: een gegeven organische zuivere stof kristalliseert namelijk vaak uit in meerdere (een "mengsel" van chemisch identieke) fasen (polymorfen) met ieder een eigen smeltpunt. 